# Хаисла (язык)
Хаисла — язык североамериканских индейцев хаисла, живших у северного побережья канадской провинции Британская Колумбия, напротив островов Хайда-Гуаи. Принадлежит к северной ветви вакашской языковой семьи; в прошлом народ хаисла и их язык неверно называли «северным квакиутлем» (как и их соседей хейлтсук и вукинухв).
Название «хаисла» образовано от слова x̣àʼisla или x̣àʼisəla — «живущие у устья реки». Язык состоит из двух диалектов: китамаат (X̅aʼislakʼala) и китлопе (X̅enaksialakʼala). Первоначально на нём говорили около 2000 человек, но с приходом европейцев численность носителей резко пошла на убыль.
Письменность на латинской основе: a 'a b c ć d e 'e g ḡ ḡ° g° h i 'i k ḱ ḱ° k° l ĺ m ḿ n ń o 'o p ṕ q q́ q́° q° s t t́ u 'u w ẃ x x̄ x̄° x° y ý z ' ` °.